# 驟雪

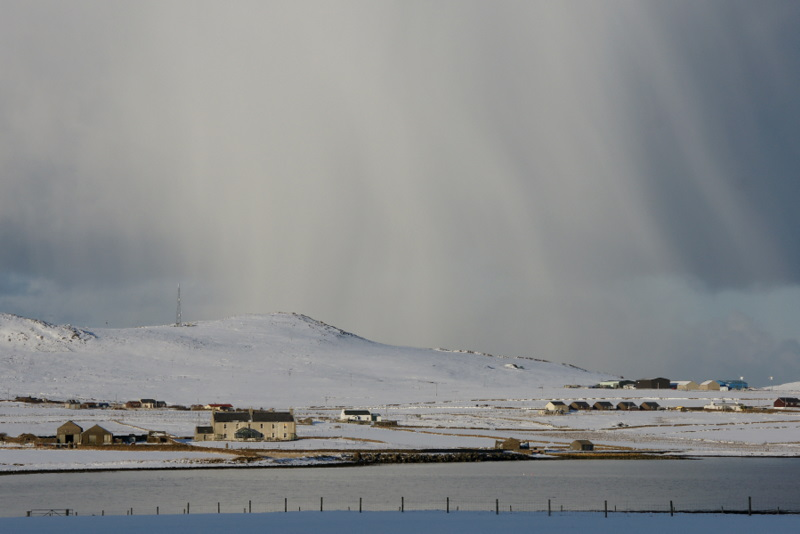
遠くを通過する驟雪

驟雪（しゅう雪、しゅうせつ、英: snow shower）は、対流性の雲から降る雪のこと。降雪強度が急に変化し、降り始めや降り止みが突然で、空間的な雪の分布を見ても変化が大きく散発的であるのが特徴。特に、短時間で止むような一過性の驟雪をにわか雪（俄雪、にわかゆき）という。

## 概要
対流性の雲とは、積雲や積乱雲のことである。これらの雲は、大気が不安定な時に上昇気流により垂直方向にもくもくと発達する一方、水平方向への広がりが小さい。そのため、一つの雲が通過する際に降る雪は、平均で十分程度、長くても数十分であり、すぐ止んでしまうのがふつうである。複数の雲が連続して通過すると、降り出してはすぐに降り止むことが繰り返され、強度変化の激しい雪が続いているものとして観測される。
なお、晩秋から冬の日本海側では、交互に晴れや曇りを繰り返し、対流性の雲から一過性ではなく断続的な雪や雨続く天気が見られる。これは驟雪と区別して時雨（しぐれ）や雪時雨と呼ぶ。
冬の日本海側、特に北陸地方の驟雪は、雷や霰・雹を伴うことがある。
天気予報の特に音声で伝える場面では「しゅう雪」は用いず「にわか雪」と言い換える。

## 観測・記録
国際気象通報式では、観測時に降っているか止んでいるか、雨（霙）・霰・雹を伴うかどうか、雷を伴う否か、雪や雷の3段階強度などの組み合わせで区分される天気から選択して報告する。驟雪を表す基本の記号は雪としゅう雨性の記号を組合わせた。
ラジオ気象通報などの日本式天気図では、観測時にしゅう雪が降っている場合に天気を「にわか雪」とする。天気記号は（ニ）。ただし、霰や雹、雷を伴う場合はそちらを優先して報告する。
航空気象の通報式では、「特性」の欄のSHがしゅう雨性、「降水現象」の欄のSNが雪を表す。